# Lithocarpus talangensis
Lithocarpus talangensis är en bokväxtart som beskrevs av Cheng Chiu Huang och Yong Tian Chang. Lithocarpus talangensis ingår i släktet Lithocarpus och familjen bokväxter. Inga underarter finns listade.